# Maria Fedorovna Pozharskaya
Maria Fedorovna Pozharskaya, död 1607, var en rysk adelskvinna och hovfunktionär.
Hon var hovdam och gunstling åt tsaritsan Maria Grigorievna Skuratova-Belskaja. Hon utövade stort inflytande vid hovet under Boris Godunovs regeringstid 1598-1605. Hon tvingades gå i kloster efter Godunovs fall. 